# 晁福林
晁福林（1943年—），男，河南杞县人，中国历史学家，北京师范大学历史学院的教授暨研究员、博士生导师。专门研究中国上古历史（三代、先秦历史），以社会历史的角度进行研究，是中国上古历史学界“无奴派”的五大专家之一（其余四位分别是：黄现璠、张广志、胡钟达、沈长云）。

## 生平
1965年，毕业于北京师范大学历史系，取得本科学位。1982年在赵光贤的指导下于北京师范大学历史系获得硕士学位。其后主任北京师范大学历史系。

## 社会兼职
兼任苏州大学社会学院历史学系教授，国务院学位委员会历史学科评议组成员。

## 学术贡献
他提出中国原始氏族公社制过渡到氏族封建制、宗法封建制、地主封建制的观点得到考古学和史学界的广泛认同，是最早提出中国上古没有进入奴隶社会观点的学者。

## 著作
著有《夏商西周的社会变迁》、《先秦民俗史》、《先秦社会形态研究》、《先秦社会思想研究》等书籍。